# Antonio Piedra Pérez
Antonio Piedra Pérez (Sevilla, 10 d'octubre de 1985) és un ciclista espanyol, ja retirat, professional del 2008 al 2017. En el seu palmarès destaca una victòria d'etapa a la Volta a Espanya de 2012 amb final als Llacs de Covadonga.
El març de 2015 anuncià la seva retirada del ciclisme amb tan sols 29 anys. Amb tot, el 2016 va reprendre l`activitat ciclista de la mà de l'equip brasiler Funvic Soul Cycles-Carrefour. El 2018 fitxà pel Manzana Postobón Team, equip on finalitzaria la seva carrera esportiva després de no recuperar-se de les ferides provocades per una caiguda l'any anterior.

## Palmarès
- 2006
  - Vencedor d'una etapa a la Volta a Segòvia
- 2009
  - Vencedor d'una etapa a la Volta a Portugal
- 2012
  - 1r al Rogaland Grand Prix
  - Vencedor d'una etapa a la Volta a Espanya

### Resultats a la Volta a Espanya
- 2009. 78è de la Classificació general
- 2010. 104è de la Classificació general
- 2011. 72è de la Classificació general
- 2012. 84è de la Classificació general. Vencedor d'una etapa
- 2013. 109è de la Classificació general
- 2014. 99è de la Classificació general